# Museo de la Cerámica (Alcora)
El Museo de Cerámica de Alcora, en valenciano y oficialmente Museu de Ceràmica de l'Alcora, es un museo situado en la localidad española de Alcora (Castellón, Comunidad Valenciana). Está ubicado en el casco antiguo de la localidad, en una casona de la calle Tejedores, en el barrio de la Sangre. Fue erigida en 1907, siendo su primer propietario Juan Gil del Castillo. En 1929 pasa a la familia Nomdedeu, en cuyas manos permanecerá hasta que en 1988 la adquiere el Ayuntamiento de Alcora, con el propósito de destinarla a museo cerámico.

## El edificio
Instalado en un edificio distribuido en tres alturas en torno a un pequeño patio central, goza de una variada azulejería de principios del siglo xx y una escalera con pasamanos de hierro colado que comunica los tres pisos, y una viguería de madera en la planta superior. El tejado a vertiente interior a modo de impluvium, y cúpula de aluminio y metacrilato, que cierra el patio completan su estructura arquitectónica. El 80% de la superficie útil se destina a exposición, repartida en tres espacios diferenciados donde se ordenan los fondos del museo. La planta baja acoge las exposiciones temporales. 
En la primera planta se encuentra la cerámica vernácula, desde la Real Fábrica del Conde de Aranda, inaugurada en 1727, hasta la actualidad. Más de dos siglos y medio de producción, principalmente de vajilla en loza fina y porcelana, desde las primeras piezas con influencia de las alfarerías francesas de Moustiers, de estilo barroco (centros de mesa con ramilletes de flores, pirámides con amorcillos, aguamaniles, escribanías, mancerinas en forma de concha con sus tazas correspondientes o tarros de farmacia (albarelos), hasta conjuntos rococó con series en rocalla, mascarones y temas derivados de conchas y caracoles marinos. Hasta finales del siglo XVIII se hicieron cerámicas de las llamadas de “tierra de pipa” —llamada así por tener un color semejante a la tierra empleada para las pipas chinas— de color cremoso y un pulido brillante casi siempre sin policromía. También se expone una colección de «platos de engaño» con relieves de frutas policromadas.
La segunda planta alberga un variado repertorio de cerámica contemporánea reunido a partir del Concurso Nacional de Cerámica, que el Ayuntamiento de Alcora convoca anualmente desde 1981. Se exponen obras de Claudi Casanovas, Xohan Viqueira, Paco Soler, Alfonso d'Ors, Páulí, Anna Pastor, Manuel Llácer, Barbaformosa, Julián Más, entre muchos otros alfareros y ceramistas.

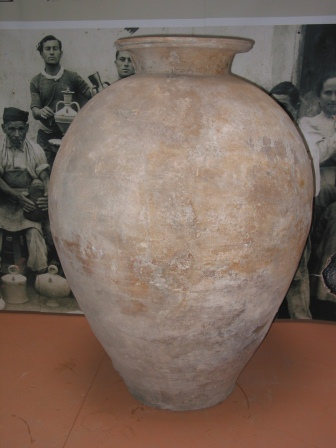
Tinaja de Alcora
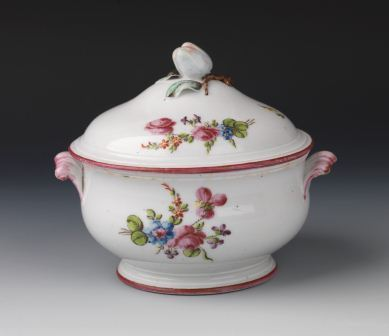
Sopera de porcelana.
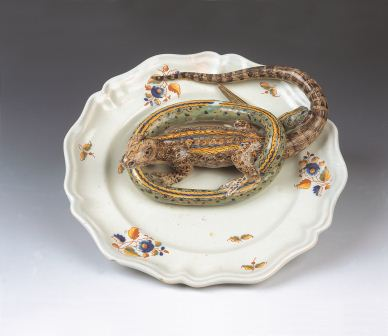
Plato de engaño
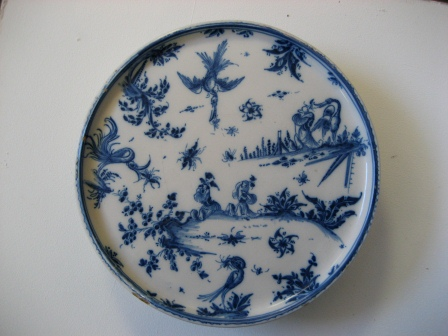
Salvilla con chinescos (c.1735)